# Браник (замък)
Замъкът Браник (на словенски: Grad Branik), наричан още замък Рихемберк (Grad Rihemberk) е замък от 13 век над село Браник, близо до град Нова Горица в югозападна Словения.

## История
Укрепени селища съществуват на хълма над днешното село Браник още от Праисторията. На мястото е бил построен римски каструм. Времето на основаването на замъка е неизвестно. Построен е от благородническия род Рихемберк (на словенски: Rihemberžani), упоменат за първи път през 1230 г. и произхождащ от Рифенщайн, графство Тирол, днеса замъка Райфенщайн над гр. Щерцинг (Випитено), Южен Тирол. „Рихемберк“ е изкривено произнасяне на немската дума „riffenberg“, означаваща „планинско било / хребет“. Родът получава много голям парцел във формата на феод от графовете на Гориция, който включва долината на река Випава, платото Крас, покрайнините на град Гориция и други. Мъжката наследническа линия на Рихемберк се изгубва през 1371 г. През 14 и 15 век графовете на Гориция вземат покрайнините на замъка, малка част от долината на река Випава и платото Крас. След като и тяхната линия се изгубва през 1500 г., Браник преминава в ръцете на Хабсбургите. През 1528 г. замъкът и околностите му са закупени от благородническия род Лантиери, които през 1649 г. добавят дворец-резиденция към конструкцията. Лантиери са собственици на замъка цели 417 години до Втората световна война. В нощта на 22/23 юли 1944 г. югославските партизани нападат замъка и го опожаряват, за да не може да се използва от Вермахта за по-нататъшни военни цели. Цялата покъщнина е унищожена. През 1945 г. Браник е национализиран. През 80-те години на 20 век започва постепенна реставрация, но и до днес не е достигнато положението преди войната.
През 1999 г. Браник става културен паметник от национално значение.

## Архитектура
На някои места все още могат да се видят основите на замъка в романски стил. Браник има изпъкващ кръгъл донжон от 13 век, около който е построена бароковата резиденция, като цялата конструкция е обградена със ренесансови стени с кулички от 16 век. По-старите сгади, например параклиса, съдържат готически елементи.
Постройката придобива днешния си вид в 17-18 век, когато се превръща в барокова резиденция. Важно премоделиране се осъществява и през 19 век, когато се добавени романтичните зъбци по стените.
В южното крило на замъка има частично запазена градина, обградена със стени. Оформлението на портата ѝ загатва, че градината е построена през бароковия период.

## Галерия
- Основна порта
- Донжон
- Панорама